# Mirco Schultis
Mirco Schultis (ur. 21 lutego 1968 we Fryburgu Bryzgowijskim) – niemiecki kierowca wyścigowy.

## Kariera
Schultis rozpoczął karierę w międzynarodowych wyścigach samochodowych w 2004 roku od startów w klasie GT3 Bahrain GT Festival, gdzie został sklasyfikowany na piątej pozycji. W późniejszych latach Niemiec pojawiał się także w stawce AvD 100 Mile Championship, V de V Challenge Endurance Moderne, 1000 km of Barcelona, 24H Series Toyo Tires, Dutch Supercar Challenge, 24h Nürburgring, Grand American Rolex Series, European Sports Car Challenge, Le Mans Series, FIA World Endurance Championship, American Le Mans Series, 24-godzinnego wyścigu Le Mans oraz United Sports Car Championship.